# Johann Georg Beer
Johann Georg Beer ( 1803 - 1873 ) fue un botánico, explorador y eminente orquideólogo austríaco. Fue Director del Jardín Botánico de Berlín.
Realizó varias expediciones botánicas a Sudamérica

## Algunas publicaciones
- 1854. Species elevated to specific rank, as Stanhopea nigroviolacea (Morren) Beer. En: Pract. Stud. Orch. 313

- 1855. "Orchidaceae Stanhopea guttata," in: Prakt. Orch. 312.

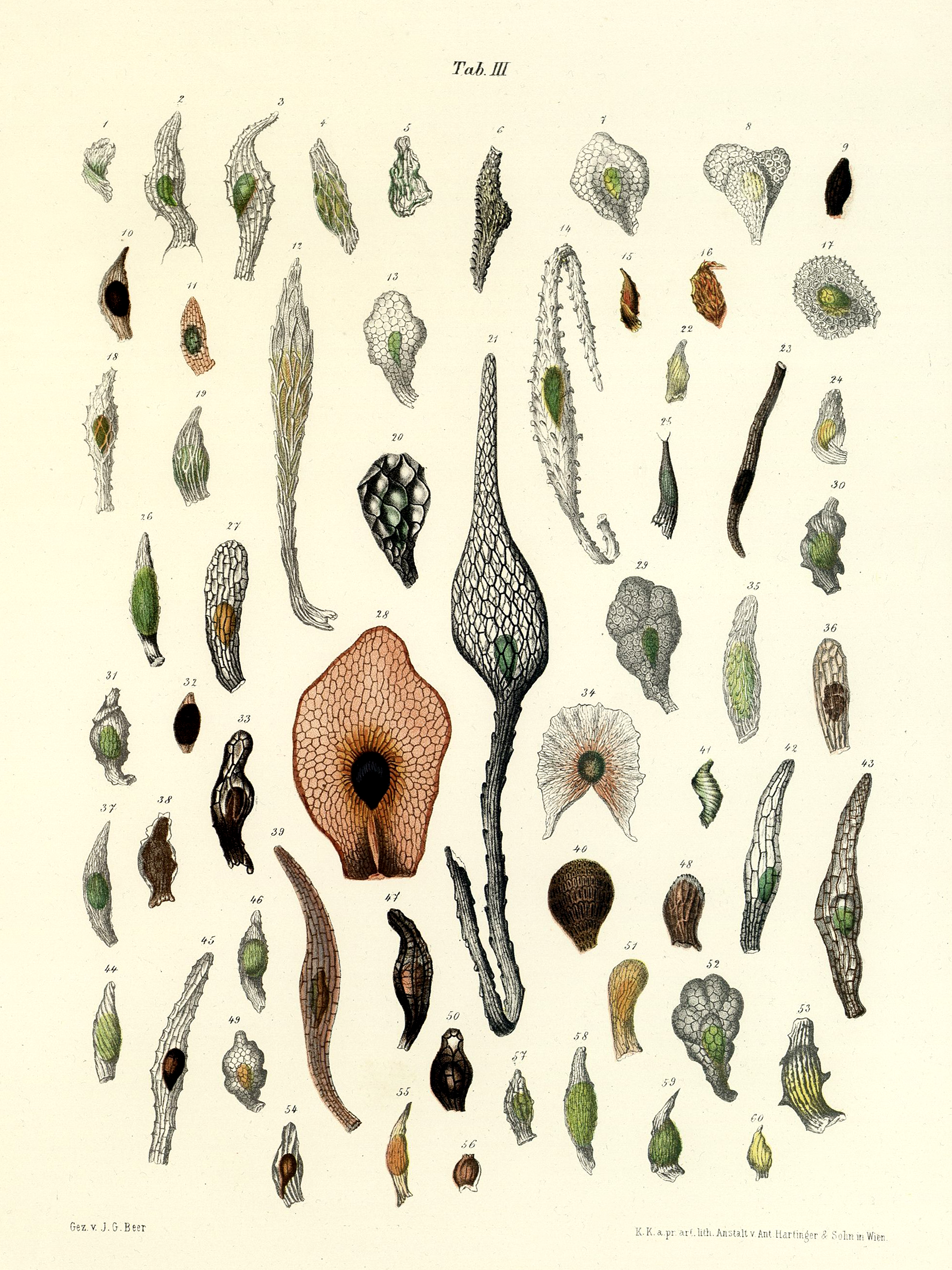
Ilustraciones de semillas, plancha 2 de 3, de J.G.Beer (1863) publicado en Beitrage zur morphologie und biologie der familie der orchideen. Viena: Druck und Verlag von Carl Gerold's Sohn.

### Libros
- 1857. "Die Familie der Bromeliaceën"

- 1863. Beitrage zur morphologie und biologie der familie der orchideen. Ed. Viena, Austria: Druck und Verlag von Carl Gerold's Sohn.
- La abreviatura «Beer» se emplea para indicar a Johann Georg Beer como autoridad en la descripción y clasificación científica de los vegetales.[2]

Existen 448 registros IPNI de sus identificaciones y clasificaciones de nuevas especies.